# Paul Kratka
Paul Charles Kratka (ur. 23 grudnia 1955 w Los Angeles w stanie Kalifornia) – amerykański aktor filmowy.

## Życiorys
W 1982 roku pojawił się w trzecim filmie z serii Piątek, trzynastego, wcielając się w postać Ricka – ukochanego głównej bohaterki kreowanej przez Danę Kimmell. Ponad dwadzieścia lat później objął rolę detektywa Jasona Ronnera (imię nawiązywało do postaci mordercy z Piątku, trzynastego, Jasona Voorheesa) w horrorze Scotta Goldberga The Day They Came Back (2006), opowiadającym o pladze zombie. Pełnił funkcję narratora w filmie Illuminated (2007).
Ponadto posiada wykształcenie medyczne oraz tytuł doktora. Zajmuje się kręgarstwem od 1989 roku. Mieszka w Kalifornii.

## Filmografia

### Aktor
- 2013: Crystal Lake Memories: The Complete History of Friday the 13th jako on sam
- 2009: His Name Was Jason: 30 Years of Friday the 13th jako on sam
- 2007: Dying for Change jako on sam
- 2007: Illuminated jako narrator
- 2006: The Day They Came Back jako detektyw Jason Ronner
- 2006 (?): Dust to Dust
- 1982: Piątek, trzynastego III (Friday the 13th Part III) jako Rick

### Scenarzysta
- 2009: Loss of Hope (scenarzysta wspierający)
- 2007: Illuminated (scenarzysta wspierający)